# Ellerau
Ellerau är en kommun och ort i Kreis Segeberg i förbundslandet Schleswig-Holstein i Tyskland.